# Leptacis macrotoma
Leptacis macrotoma är en stekelart som först beskrevs av Jean-Jacques Kieffer 1910.  Leptacis macrotoma ingår i släktet Leptacis och familjen gallmyggesteklar. Inga underarter finns listade i Catalogue of Life.